# Dankmarshausen
Dankmarshausen är en ortsteil i staden Werra-Suhl-Tal i Wartburgkreis i förbundslandet Thüringen i Tyskland. Dankmarshausen var en kommun fram till den 1 januari 2019 när den uppgick i Werra-Suhl-Tal. Kommunen Dankmarshausen hade 971 invånare 2018.. 